# Nendo
有限会社nendo（ネンド、nendo, Inc）は、2002年に佐藤オオキにより設立された日本のデザイン会社。

## 概要
世界中でデザインプロジェクトに取り組んでいる。オフィスは東京、2005年にミラノにオフィスを設立。同社は多数のブランドと連携しており、設立から17年の間に複数の賞を受賞している。Nendoはシンプルでミニマルなデザインで、日本人の微妙な影響とスカンジナビアの美学で知られている。現在社のCEO、COOのポジションは、それぞれ佐藤オオキ、伊藤明裕が担当。

## 歴史
佐藤オオキは2002年にnendoのTokyo officeを設立、ミラノ事務所は2005年に設立。nendoとは日本語の粘土が由来で、自由で柔軟な発想でデザインをしていく思想を表している。2015年までに同社には30人のデザイナーがおり、100を超える製品を年間にデザインしている。現在彼らは50人以上の従業員が従事。nendoの最初の展覧会は2003年にミラノサローネ と東京デザインセンターで開催され「streeterio」と呼ばれる。

## 創業者

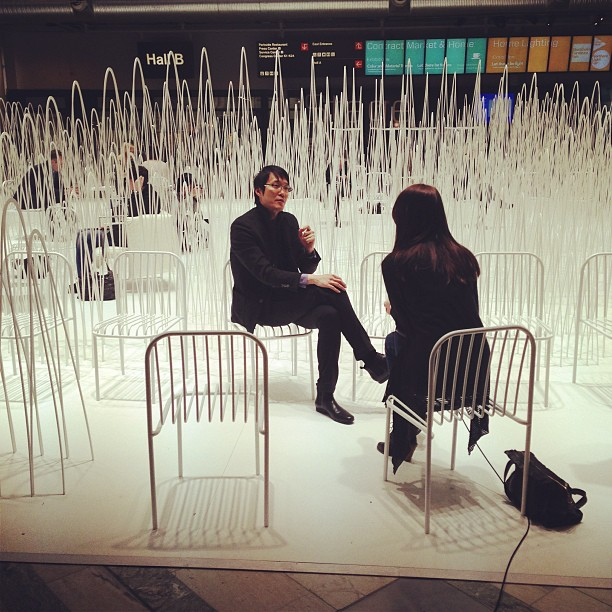
パリでインタビュアーと話す佐藤

「nendo」の創設者佐藤オオキは、1977年にカナダのトロント生まれ。 2002年、24歳のときに、早稲田大学大学院で建築の修士号を取得し、同年に東京で「nendo」社設立。佐藤はいくつかのインタビューで尊敬するデザイナーが、三宅一であることを明らかにしている

## 受賞歴
| 受賞歴                                                                         | 受賞国       |
| ------------------------------------------------------------------------------ | ------------ |
| グッドデザイン賞                                                               | 日本         |
| 日本商業環境デザイン協会（JCD）賞金賞                                          | 日本         |
| 日本インテリアアーキテクト/デザイナー協会（JID）賞大賞                         | 日本         |
| I. D.年次設計レビューのベスト製品                                              | 米国         |
| レッドドットデザイン賞                                                         | ドイツ       |
| iF製品デザイン賞                                                               | ドイツ       |
| 家具デザイン賞大賞                                                             | シンガポール |
| 壁紙ベスト国内デザイン                                                         | 英国         |
| Compasso d'Oro栄誉ある言及                                                     | イタリア     |
| エルデコ国際デザイン賞「Designer of the Year」                                 | イタリア     |
| エルデコ国際デザイン賞「お風呂と材料」                                         | イタリア     |
| メゾン＆オブジェ「デザイナーオブザイヤー」                                     | フランス     |
| ドイツデザイン賞                                                               | ドイツ       |
| エルデコ国際デザイン賞「寝具」                                                 | イタリア     |
| 象徴的なデザイン賞「インテリアデザイナーオブザイヤー」                         | ドイツ       |
| 2015年のメーカー変更                                                           | 日本         |
| エルデコインターナショナルデザインアワード「ベストインアウトドアファニチャー」 | イタリア     |
| コレクティブデザイン「コレクティブインフルエンス」                             | 米国         |
| タイ不動産賞「ベスト小売開発」                                                 | タイ         |
| タイ不動産賞「ベスト商業開発」                                                 | タイ         |
| dezeen「Designers Hot List」ナンバーワン                                       | 英国         |
| ワールドリテールアワード2017「ストアデザインオブザイヤーアワード」             | 英国         |
| Blueprint Awards 2018「2018 Blueprint Award for Design」                       | 英国         |
| ドイツデザイン賞2019「特別賞」                                                 | ドイツ       |
| AW Architektur＆Wohnen「Designer of the Year 2019」                            | ドイツ       |
| デザインアンソロジー賞2019「インダストリアルデザイナー」                       | 香港         |
| エルデコインターナショナルデザインアワード「ベストインシーティング」           | イタリア     |

## プロジェクト
- nendoの最初の大規模な回顧展は、イスラエルのホロン博物館で行われました[8]
- 設計されたサイアムディスカバリー[9]
- ニューヨーク近代美術館[10]
- パリの装飾美術館[11]
- ニューヨークの美術館とデザイン[12]
- クーパー・ヒューイット、ニューヨークの国立デザイン博物館[13]
- モントリオールのモントリオール美術館[14]
- エルサレムのイスラエル博物館[15]
- アトランタの高等美術館[16]
- ロンドンのビクトリアアンドアルバート博物館[17]
- パリのポンピドゥーセンター[18]
- シカゴのシカゴ美術館[19]
- ミラノのトリエンナーレデザインミュージアム[20]
- ロサンゼルスのロサンゼルス郡美術館[21]
- デンバーのデンバー美術館[22]
- ロンドンのデザイン博物館[23]
- フィラデルフィアのフィラデルフィア美術館[24]
- 21_21東京のデザインサイト[25]
- インディアナポリスのインディアナポリス美術館[26]
- M +香港の博物館[27]
- オランダのモンドリアン財団[28]
- ヒューストン美術館[29]
- セントルイスのセントルイス美術館[30]
- メルボルンのビクトリア国立美術館

### 近年のプロジェクト
N02リサイクルプロジェクトはnendoの最近のプロジェクトの1つであり、2019年10月に完了。デンマークの家具会社であるフリッツ・ハンセンがプロジェクトのクライアントであり、フリッツ・ハンセンによる廃棄物の一部を新しい製品として持ち帰ることができる循環経済を構築する試み。N02リサイクルチェアは、リサイクルされたプラスチック（ポリプロピレン）で作られており、意図した目的で使用されなくなった場合は、再びリサイクルすることができる。nendoの創設者である佐藤は、このデザインが毎日の再生プラスチックとのつながりを築くことを目的としていると主張。
椅子は積み重ねて収納することができ、人間工学に基づいたデザインで、ユーザーを包み込むように曲面が強化されている。これらの椅子は家庭ごみから作られており、7種類の色が用意されている。

## 展覧会
「Between Two Worlds」は、オランダのアーティスト、MC Escherからインスピレーションを得て、Nendoが開催した展覧会。Escher X Nendoの展覧会がメルボルンのビクトリア国立美術館で開かれると1916年から1969年までの157枚のエッシャーの作品が、nendoの幾何学と空間の単色デザインとともに展示された。展示会は2018年12月に開催され、4か月間続いた。